# Ruse (comics)
Pour les articles homonymes, voir Ruse.

Ruse est un comic publié par CrossGen, scénarisé par Mark Waid puis Scott Beatty, et dessiné par Butch Guice, qui dura 26 épisodes.

## Équipes artistiques
- Scénario : Mark Waid (#1-12), Scott Beatty (#10-26)
- Dessin : Butch Guice, Paul Ryan (#11, 15, 25), Mike Perkins (avec Butch Guice #23, 26))
- Encrage : Mike Perkins
- Couleurs : Laura Depuy, Val Staples (#10), Frank D'Armata (#22 avec Laura Martin, 23), Nick Bell (#23, 26), Larry Molinar (#25), Pak Sumi (#25), Justin Thyme (#26)

## Synopsis
La série met en scène le détective Simon Archard, génie au caractère froid, et son assistante Emma Bishop, au caractère affirmé et qui cherche à être reconnue comme associée par Archard, sur un monde ressemblant beaucoup à l'Angleterre de Sherlock Holmes.
Mais Emma Bishop est dotée du pouvoir de figer le temps et semble avoir pour mission de faire d'Archard un être plus sensible, tandis qu'Archard dissimule ses propres secrets.
Ils mènent donc leurs enquêtes en se chamaillant, au Clair de lune, au milieu d'une faune picaresque - dont les agents d'Archard - faisant face à plusieurs adversaires redoutables.
La série se distingue puisque aucun des deux personnages principaux ne porte de Sigil, ni aucun signe d'appartenance aux First, mais le personnage de Miranda Cross et le prisme énigmatique prouvent qu'elle se déroule pourtant bien dans l'univers du Sigil.

## À noter
La série fera également l'objet de trois one-shots dérivés : Archard's Agents: A Most Convenient Murder, Archard's Agents: The Case of the Puzzled Pugilist, Archard's Agents: Deadly Dare, mettant en scène les assistants d'Archard.

## Publications
Les numéros 1 à 16 (moins le 6) de la série ont été traduits en France par Semic dans trois albums à l'italienne.